# Marilyn Monroe (canção de Pharrell Williams)
"Marilyn Monroe" é uma canção do cantor e produtor musical estadunidense Pharrell Williams. A faixa possui vocais adicionais de Kelly Osbourne. A canção foi lançada em 10 de março de 2014 como o segundo single do segundo álbum de estúdio Girl. Ela foi escrita e produzida por Pharrell, enquanto a seqüência de introdução foi escrita pelo violinista estadunidense Ann Marie Calhoun.

## Faixas
- CD single[1]

1. "Marilyn Monroe"
2. "Marilyn Monroe" (instrumental)

## Música e vídeo
O videoclipe da canção foi dirigido por Luis Cerveró, e foi lançado em 23 de abril de 2014.

## Créditos
- Pharrell Williams – Vocal, composição, produção, produção executiva
- Ann Marie Calhoun – composição
- Kelly Osbourne – Backing vocal[3]

## Desempenho nas paradas
| Paradas (2014)                                  | Melhor posição |
| ----------------------------------------------- | -------------- |
| África do Sul (EMA)                             | 9              |
| Alemanha (Deutsche Black Charts)                | 2              |
| O campo songid é OBRIGATÓRIO PARA PARADA ALEMÃ  | 25             |
| Austrália (ARIA)                                | 29             |
| Bélgica (Ultratop 50 de Flandres)               | 11             |
| Bélgica (Ultratop Flanders Dance)               | 6              |
| Bélgica (Ultratop Flanders Urban)               | 4              |
| Bélgica (Ultratop 50 da Valônia)                | 38             |
| Bélgica (Ultratop Valônia Dance)                | 10             |
| Coreia do Sul (Gaon International Chart)        | 6              |
| Dinamarca (Hitlisten)                           | 28             |
| Escócia (Scottish Singles Chart)                | 27             |
| Eslováquia (Rádio Top 100)                      | 58             |
| Eslováquia (Singles Digitál Top 100)            | 45             |
| Estados Unidos (Bubbling Under Hot 100 Singles) | 9              |
| Estados Unidos (Billboard R&B/Hip-Hop Songs)    | 29             |
| França (SNEP)                                   | 27             |
| Irlanda (IRMA)                                  | 35             |
| Países Baixos (Dutch Top 40)                    | 13             |
| Países Baixos (Single Top 100)                  | 18             |
| Reino Unido (UK Singles Chart)                  | 25             |
| Reino Unido (OCC UK R&B)                        | 5              |

## Certificação
| Austrália (ARIA) | Ouro | 35,000^ |
| *número de vendas baseado na certificação ^ figuras embarques com base apenas na certificação ºnúmeros não especificados baseando-se apenas na certificação |      |         |

## Histórico de lançamento
| País        | Data                | Formato                  | Gravadora            |
| ----------- | ------------------- | ------------------------ | -------------------- |
| Reino Unido | 10 de março de 2014 | Urban contemporary radio | i Am Other, Columbia |
| Austrália   | 7 de abril de 2014  | Contemporary hit radio   | i Am Other, Columbia |
| Itália      | 29 de abril de 2014 | Contemporary hit radio   | Sony                 |
| Reino Unido | 12 de maio de 2014  | Contemporary hit radio   | Sony                 |
| Alemanha    | 30 de maio de 2014  | CD single                | Sony                 |